# Chartreuse de Witham
La chartreuse de Witham, également connue sous le nom de prieuré de Witham, est un ancien monastère de chartreux, sis à Witham Friary, paroisse civile du comté du Somerset en Angleterre du Sud-Ouest. Elle est fondée en 1178 ou 1179 et est la plus ancienne chartreuse médiévale d'Angleterre. Elle est dissoute en 1539 dans la réforme entreprise par Henri VIII à partir de 1538.

## Histoire
La chartreuse est fondée par Henri II, dans la forêt royale de Selwood, en pénitence partielle de sa participation au meurtre de Thomas Becket. Elle est établie à la Witham Friary, dans le comté du Somerset vers 1178 ou 1179, sous la direction du moine Narbert, provenant de la Grande Chartreuse. Hugues d'Avalon en est le prieur à partir de 1180. Le troisième prieur, saint Hugues de Lincoln, réussit à affermir la fondation et à former un « désert » malgré le peu d’empressement du roi et les difficultés d’éviction des tenanciers.
La maison reste très modeste. Elle connait de grandes difficultés financières après la Grande Peste ; au XIVe siècle, c'est la crise de recrutement des convers.
La chartreuse est dissoute le 15 mars 1539, dans le mouvement général de dissolution des monastères entrepris par Henri VIII en 1538. En 1539, le prieur signe sans difficulté l’acte de cession au roi ; le revenu annuel n’était que de 215 £.

## Prieurs
- 1180 : Hugues d'Avalon

## Découvertes archéologiques
Les excavations réalisées en 1921 mettent au jour des fondations et des vestiges de bâtiments, comprenant des tuiles et des carrelages. D'autres recherches menées en 1965 et 1968 révèlent d'autres bâtiments dont l'un pourrait être la salle capitulaire et un autre une église.

## La chartreuse auXXIesiècle

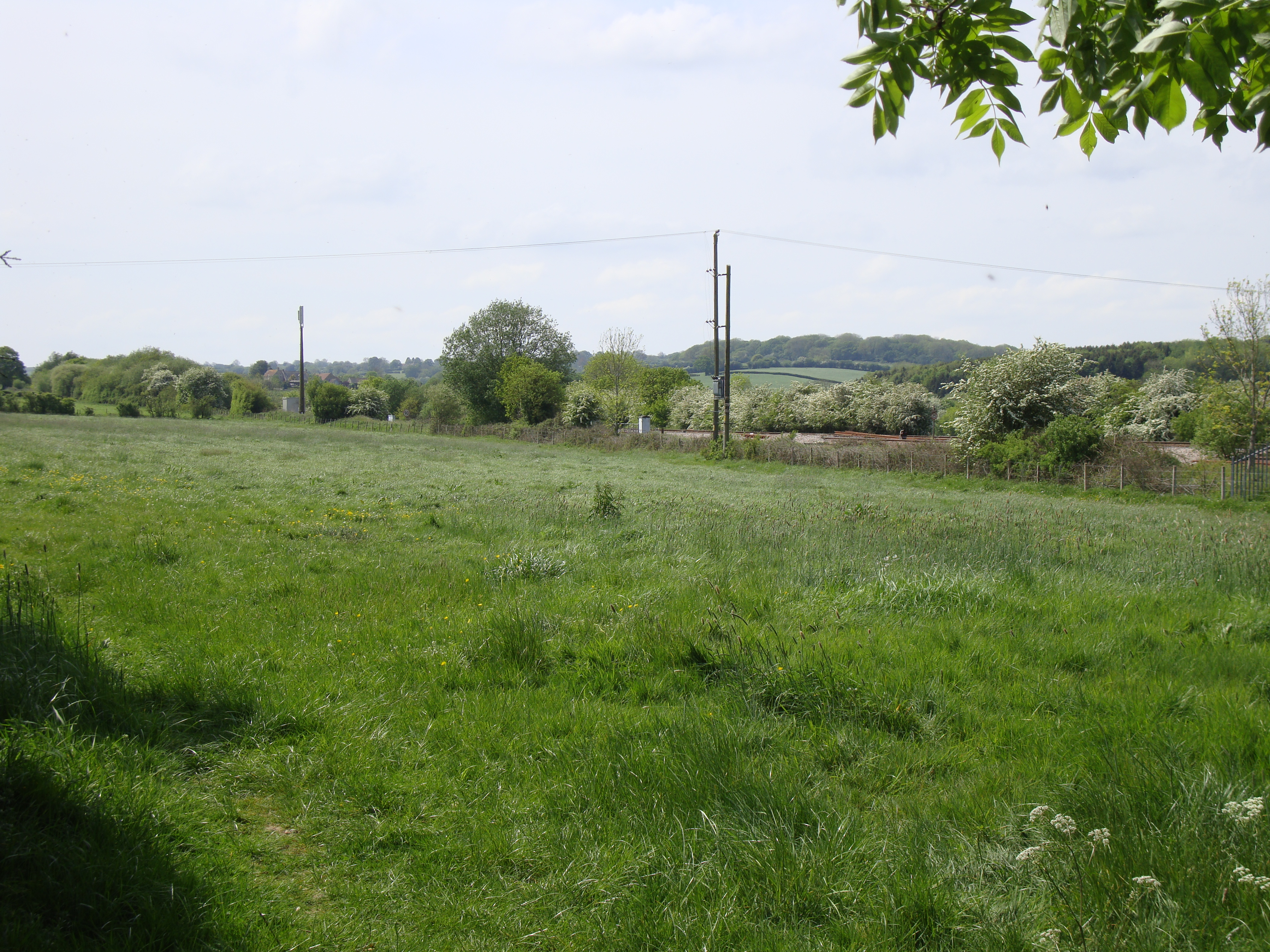
L'emplacement du cloitre.

Le site de la chartreuse se distingue par d'importants vestiges de terrassements, coupés par une ligne de chemin de fer ; quelques pierres de taille ont été réutilisées lors de la construction du village. Des étangs, dépendance du monastère, sont toujours visibles à l'est du site.
La chapelle des frères lais est désormais l'actuelle église paroissiale Sainte-Marie, Saint-Jean-Baptiste et Tous-les-Saints.